# Altavoz de carga con bocina
Es un altavoz que utiliza una bocina para amplificar la señal.
La bocina es un cono alimentado por una bobina que permite aumentar la señal eléctrica de entrada hasta en 10 dB a la salida, con lo que son muy empleadas cuando se requiere gran volumen sonoro. Esta amplificación la realizan gracias al motor.
La parte exterior frontal de la bocina se llama boca, la interior, más cercana al motor, garganta.
Las bocinas de gran apertura tiene una directividad frontal, con muy poca radiación hacia los laterales, lo que les da gran efectividad. Esto hace que sean muy utilizados en megafonía. Direccionan el sonido en un ángulo aproximado de 90° en horizontal y 40° en vertical.
Su directividad uniforme tiene grandes ventajas, pero también un inconveniente muy importante y es que  necesitan de ecualización, porque tienen una respuesta en frecuencia desigual.
- Datos: Q2878086